# Farlowella altocorpus
Farlowella altocorpus är en fiskart som beskrevs av Michael E. Retzer 2006. Farlowella altocorpus ingår i släktet Farlowella och familjen Loricariidae. Inga underarter finns listade i Catalogue of Life.